# 空と海が、ふれあう彼方
『空と海が、ふれあう彼方』（そらとうみが、ふれあうかなた）は、PULLTOPより2018年3月30日に発売されたWindows用美少女アドベンチャーゲーム。『この大空に、翼をひろげて』、『見上げてごらん、夜空の星を』を手掛けた紺野アスタと八島タカヒロが再びタッグを組み、PULLTOP初の全年齢向けの作品として制作されることとなった。本作のSteam版もあるが、日本国内では購入できない。ただし、G2Aを使えば購入は可能。

## 登場人物

### 主人公
水野 洋輝（みずの ひろき）
身長177cm
夏休みに入り、数年ぶりに祖母の家のある島を訪れる。過去にちさとバディを組んでスキューバダイビングをしていたこともある。

### メインヒロイン
白瀬 恵海莉（しらせ えみり）
声 - 鬼頭明里
身長162cm、スリーサイズ：B88/ W58/ H86、16歳。
主人公が小笠原諸島に向かう定期便で出会った家出ハーフ少女。通称「エミリィ」。“海に沈んだ宝物”を取り戻すために島を訪れる。
小笠原 ちさ（おがさわら ちさ）
声 - 高田憂希
身長155cm、スリーサイズ：B86/ W57/ H83、16歳。
主人公の幼馴染で、島のダイビングショップの娘。家の手伝いをしたり、バイトをしたりしている。

### サブキャラクター
小笠原 ちなみ（おがさわら ちなみ）
声 - 大野柚布子
身長128cm
ちさの妹でインドア派の小学生。
二ノ宮 漁大（にのみや りょうた）
声 - 村上聡
身長185cm
洋輝とちさの幼馴染で漁師をしている年上のお兄ちゃん。
水野 マチ子（みずの マチこ）
声 - 寺依沙織
身長163cm
洋輝の祖母で島で軽食屋をしている。自称冒険家”だった祖父の事を今でも好いていて、人生の座右の銘は「人生はアドベンチャア」。
舟作（しゅうさく）
声 - 大泊貴揮
身長173cm
アロハシャツを着た観光客のおじさん。
Q太郎（きゅーたろう）
声 - 久保田梨沙
いたずら好きなはぐれイルカ。ちさによく懐いている。

## スタッフ
- 企画・ディレクション - Yow
- 企画・シナリオ - 紺野アスタ
- キャラクターデザイン・原画 - 八島タカヒロ、ヤマシタコウジ、田口まこと（SD原画）
- 美術設定 - 塩澤良憲
- 背景美術 -　岡部順
- 音楽 - TWOFIVE

## 主題歌
- オープニングテーマ「Step into the Ocean」
  - 歌：まり子[4]、作詞：Minao Ohse、作編曲：おおくまけんいち